# Porte de Sackheim
Pour les articles homonymes, voir Sackheim.
La porte de Sackheim (en russe : Закхаймские ворота ; en allemand : Sackheimer Tor) est une ancienne porte de ville de la ville de Kaliningrad en Russie (l’ancienne ville de Königsberg située en Allemagne jusqu’en 1945). La première porte de ville à cet endroit fut construite au XVIIe siècle, mais le vestige actuel, plus récent, fut construit au milieu du XIXe siècle, lorsque l’enceinte fortifiée de la ville de Königsberg fut profondément modifiée. Elle porte le nom de l’ancien quartier de Sackheim.
Depuis 2013, le bâtiment est utilisé par le cercle photographique de Kaliningrad, qui a baptisé cet espace artistique « La Porte » (арт-ворота).